# 炉观镇
炉观镇，是中华人民共和国湖南省娄底市新化县下辖的一个乡镇级行政单位，位于新化县中西部，东邻游家镇，西连文田镇，南与洋溪镇接壤，北与西河镇为邻。全镇国土总面积115平方公里，耕地3万亩，林地10万亩。

## 历史
1949年属遵义乡，1950年为六区，1952年为十一区，1957年撤区划分为炉观、云溪、青山3个乡，1958年建炉观公社，1961年置炉观区公所，1984年复置乡，1995年并炉观、云溪、青山、石新4乡为炉观镇。

## 行政区划
炉观镇下辖以下地区：
炉光社区、炉矿一三井社区、炉矿二井社区、笔架村、犀牛村、苏源村、炉观村、石坪村、横岭村、山塘村、白鹅村、思礼村、长升村、长田村、跳石村、石溪村、石岩村、垅山村、长塘村、墙巷村、青家山村、大新村、青岗村、太阳桥村、口前村、严塘坳村、月弓村、沙井龙村、人起塘村、坪江村、九龙村、农科村、郎山村、云溪村、万寿桥村、清水村、焰山村、贺家村、小田村、中田村、双江村、芷溪村、李家湾村、小金溪村、林冲村、横山溪村、金鹅村、擂溪村、九坪村、江口村、欣荣村、梅树村、星华村、茅茨园村、田心村、葡萄村、石新村、三江村、金滩村、进军村、龙爪村、永兴村和荷叶村。